# Josef Schagerl senior
Josef Schagerl senior (* 29. Jänner 1872 in Scheibbs; † 7. Februar 1953 ebenda) war ein österreichischer Bildhauer und Herrgottschnitzer.

## Leben und Werk
Schagerl stammte aus Fürteben, Gemeinde Scheibbs, und begann bereits als Schulkind zu schnitzen. Über Vermittlung von Probst Urlinger aus Scheibbs machte er von 1886 bis 1890 bei Josef Kepplinger in Ottensheim bei Linz eine Altartischlerlehre. Nach 3½ Jahren verließ er als Meister und kehrte 1890 zu seinen Eltern auf den Buchberg zurück.

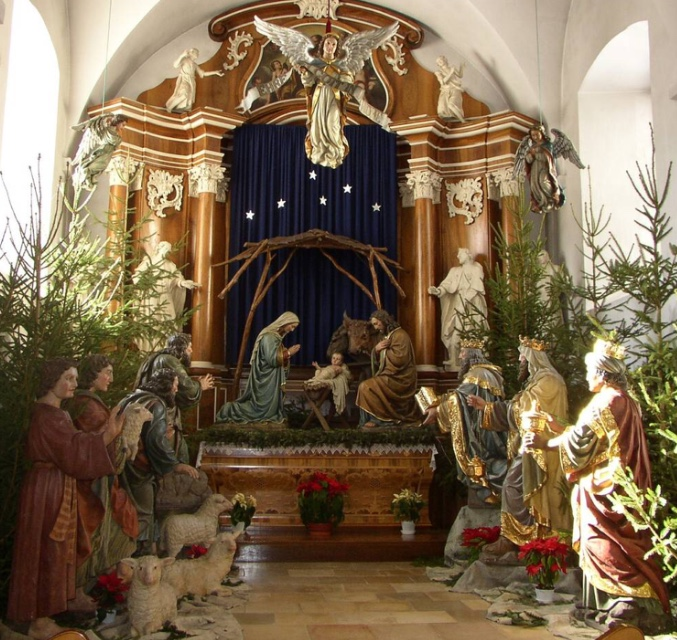
In den Jahren 1912/13 geschaffene Altarkrippe in der Klosterkirche Scheibbs

Anschließend ging er nach Innsbruck zum Kirchenbildhauer Dominikus Trenkwalder, wo er bis Mai 1893 als Gehilfe arbeitete. Er kam wieder zu seinen Eltern zurück. Nun beschaffte ihm Gustav Bamberger vom Gut Zehethof einen Studienplatz an der Wiener Kunstgewerbeschule, die er von 1893 bis 1898 besuchte. Inzwischen hatte er bereits Aufträge für Kirchenausstattung und von Privatpersonen.

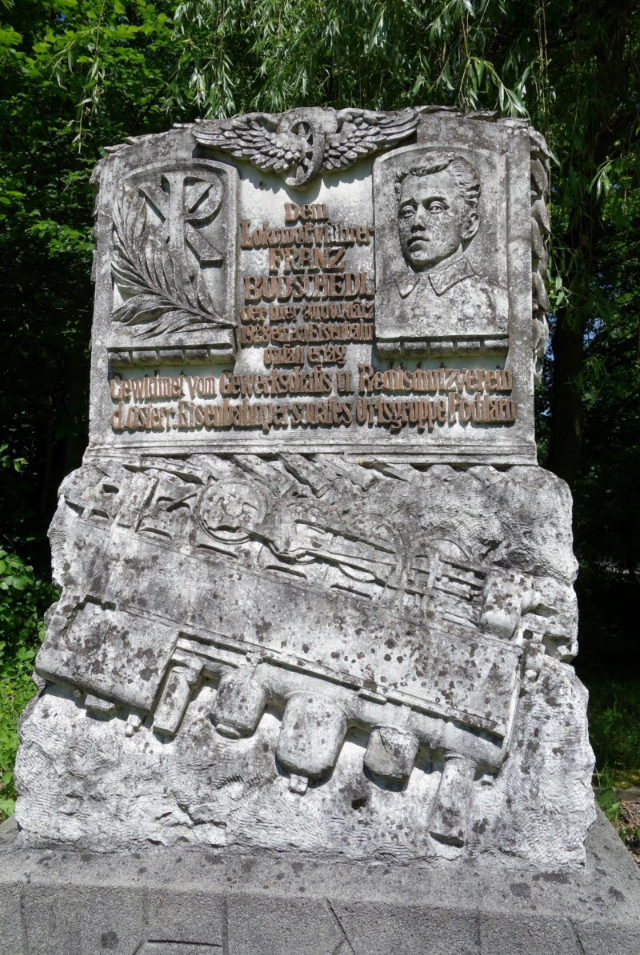
Denkmal für verunglückten Lokführer 1928 von Schagerl senior

Er ging jedoch auf Wanderschaft, die ihn über Passau, Nürnberg und Münster nach Westfalen führte, wo er von 1898 bis 1903 lebte und in Bildhauerwerkstätten arbeitete. 1903 kam er wieder ins Erlauftal zurück und baute im Elternhaus am Dachboden mit eigenen Händen ein Atelier. Er bekam nun weitere Aufträge und schuf für Kirchen und für Privatpersonen in der näheren und weiteren Umgebung viele schöne Kunstwerke, die noch heute zu sehen sind.

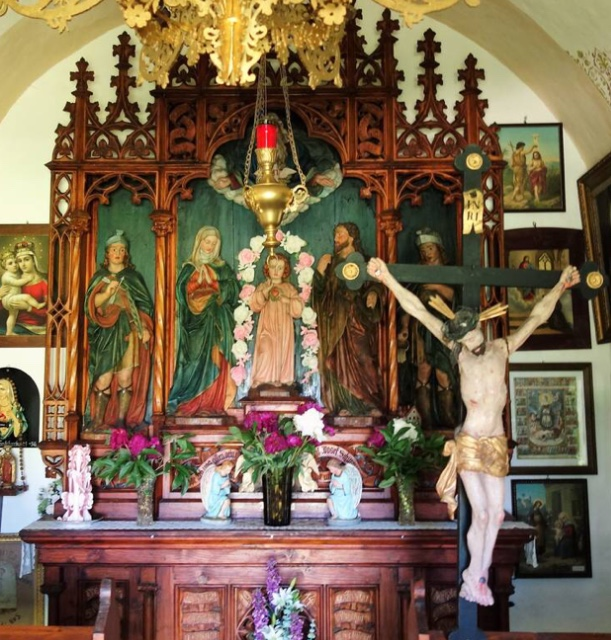
Dreifaltigkeitsaltar in der Kapelle der Familie Jagesberger (Vorderburgstall), Scheibbs.
Die Weihe der Kapelle erfolgte am 11. Juni 1922

In den Jahren 1912/13 schuf er für die Kapuzinerkirche Scheibbs eine Altarkrippe mit 25 überlebensgroßen Figuren, die einzige große Weihnachtskrippe in Österreich.  Für die Kapelle beim Resslbauer/Jagesberger in Vorderburgstall schuf er 1921 den Dreifaltigkeitsaltar mit 6 Figuren. Als letztes Werk schuf er 1953 die Statue „Unsere Liebe Frau von Fatima“ für die Kapelle der Familie Krenn in Scheibbsbach. Insgesamt hat Josef Schagerl während seiner Lebenszeit einige hundert Werke aus Holz und Stein geschaffen.

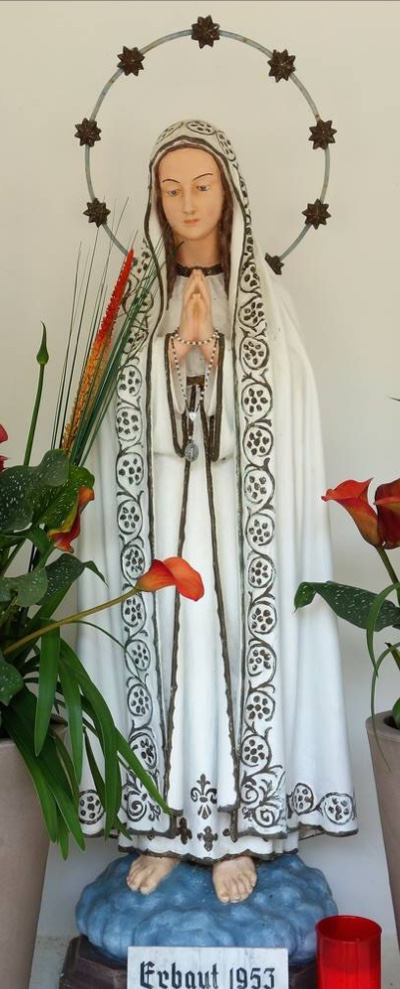
Statue „Unsere Liebe Frau von Fatima“ in der Krenn-Kapelle in Scheibbsbach

Sein Sohn Josef Schagerl junior ist ebenfalls Bildhauer, er war verheiratet mit seiner Frau Rosa, geborene Haselsteiner.